# Волдачи
Волдачи — деревня в Николаевском районе Ульяновской области России. Входит в состав Николаевского городского поселения.

## География
Деревня находится в юго-западной части Ульяновской области, в лесостепной зоне, в пределах Приволжской возвышенности, на правом берегу реки Канадейки, к северу от автотрассы М5, к востоку от Николаевки, административного центра района. Абсолютная высота — 124 метра над уровнем моря.
Климат
Климат характеризуется как умеренно континентальный, с тёплым летом и умеренно холодной зимой. Среднегодовая температура воздуха — 10 °С. Средняя температура воздуха самого тёплого месяца (июля) — 19,2 °C (абсолютный максимум — 41 °C); самого холодного (января) — −13,3 °C (абсолютный минимум — −48 °C). Продолжительность безморозного периода составляет в среднем 202 дня. Среднегодовое количество атмосферных осадков составляет 455—530 мм, из которых большая часть выпадает в период с апреля по сентябрь. Снежный покров образуется в конце ноября и держится в течение 128 дней.
Часовой пояс
Деревня Волдачи, как и вся Ульяновская область, находится в часовой зоне МСК+1. Смещение применяемого времени относительно UTC составляет +4:00.

## Население
| 1996 | 2010 |
| ---- | ---- |
| 224  | ↘166 |

Национальный состав
Согласно результатам переписи 2002 года, в национальной структуре населения мордва составляла 58 % из 177 чел., русские — 36 %.